# ضلعية

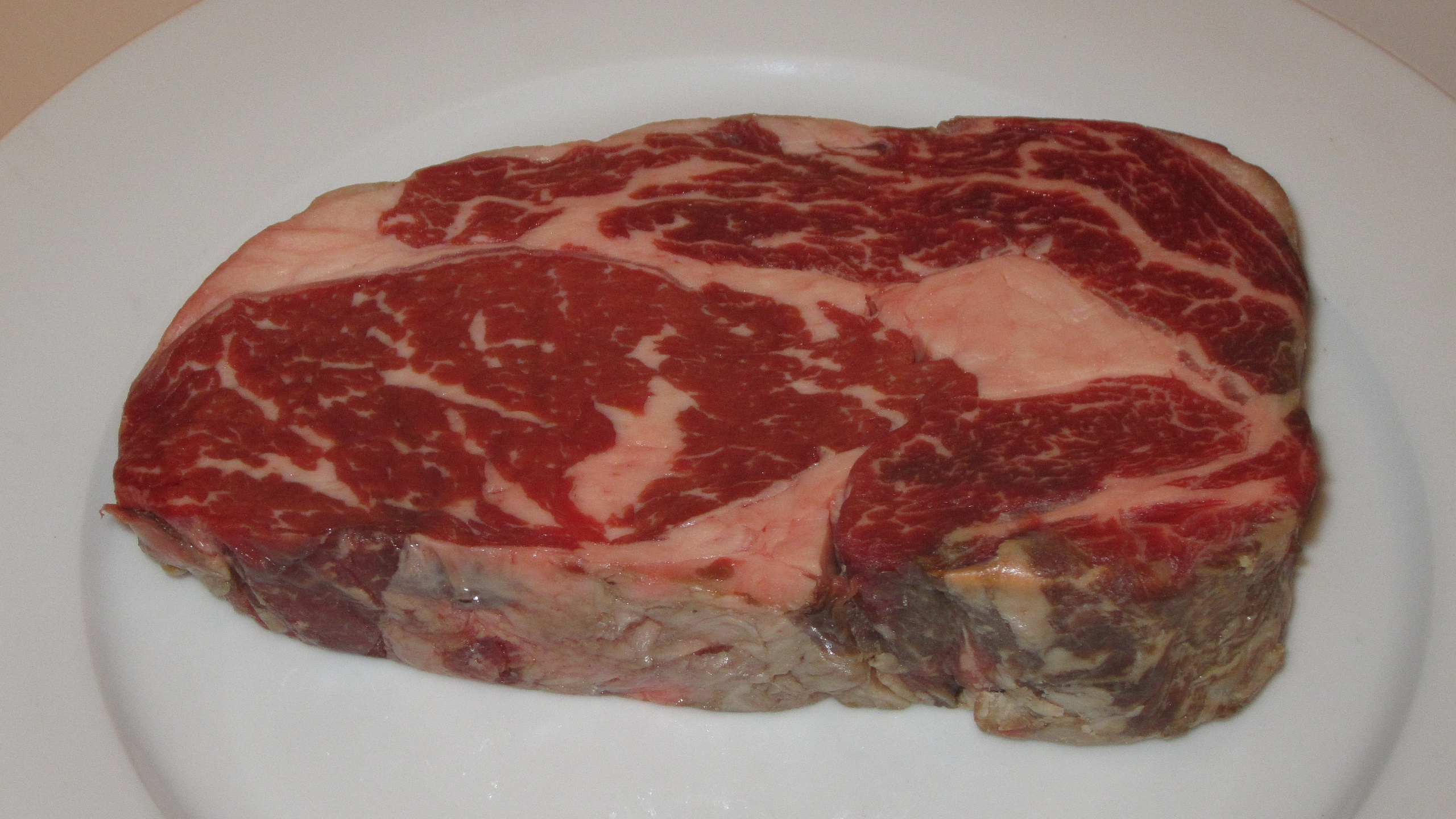
شريحة لحم الضلعية

الضِّلعِيَّة أو (نقحرة: أنتركوت، من الفرنسية: entrecôte) قطعة من لحم البقر تستخدم شرائحَ لحم. تُقطَع الضلعيّة التقليدية من منطقة الأضلاع  المقابلة لشرائح اللحم المعروفة في أجزاء مختلفة من العالم الناطق بالإنجليزية مثل الضلع أو الريباي أو فيليه سكوتش أو دلمونيكو.

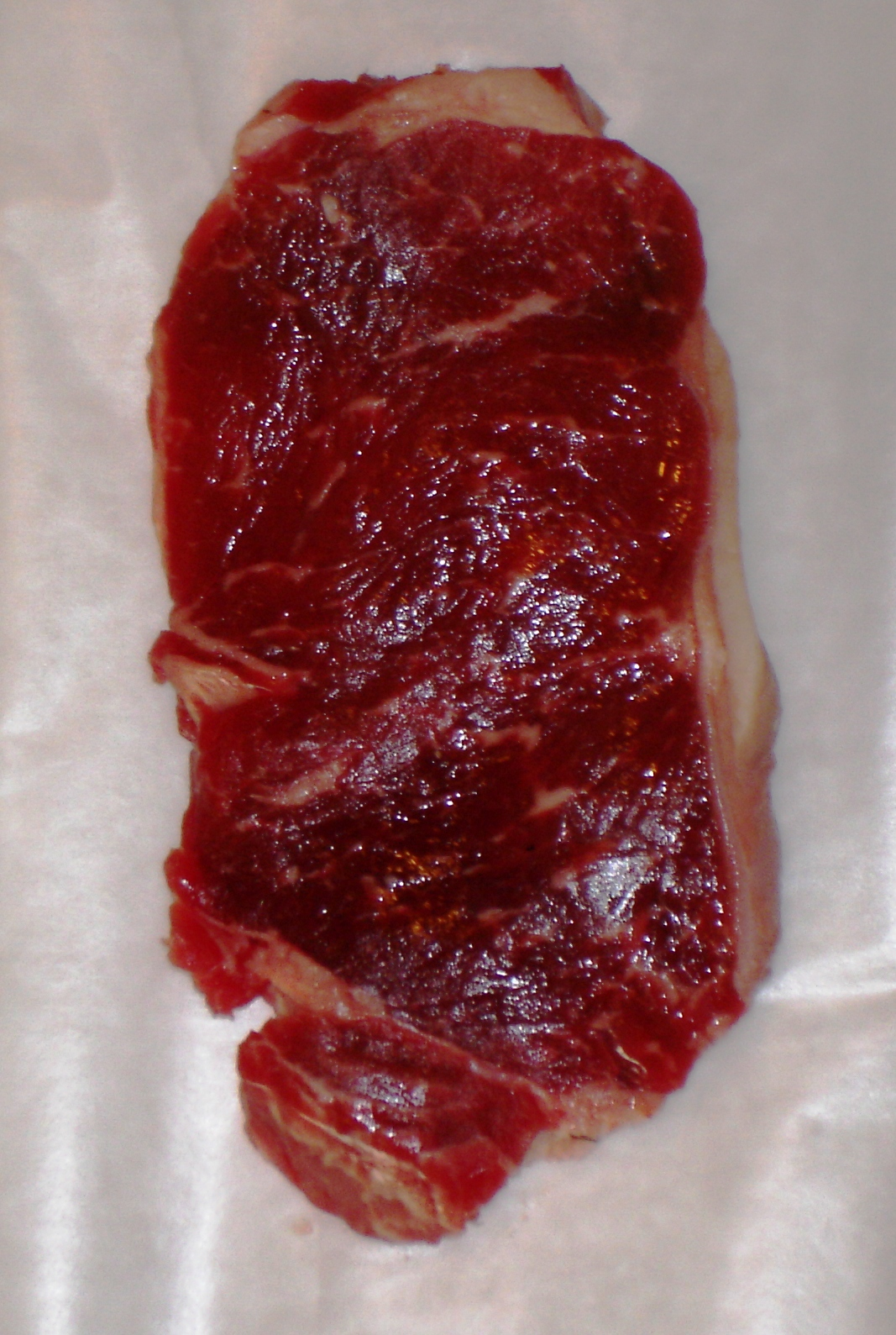
ضلعية مقطوعة من لحم الخاصرة